# Batalha do Vesúvio (340 a.C.)
A Batalha do Vesúvio foi uma das batalhas travadas durante a Guerra Latina (340-388 a.C.) entre a República Romana e seus vizinhos latinos. O combate ocorreu perto do monte Vesúvio, não muito longe da cidade de Neápolis, e resultou numa vitória romana, comandada pelo cônsul Públio Décio Mus, que morreu na batalha, e Tito Mânlio Imperioso Torquato.

## Latinos
Os latinos era um antigo povo indo-europeu que se assentou, a partir do segundo milênio a.C., ao longo da costa ocidental da península Itálica, uma região passou a ser conhecida como Lácio (em latim: "Latium"). Politicamente divididos, os latinos compartilhavam a língua (o latim), a cultura e alguns rituais religiosos. Foram um dos povos formadores do povo romano (conhecidos como quirites).
Depois da derrota na Batalha do Lago Regilo (em 498 ou 496 a.C.), os latinos se mantiveram fieis aliados dos romanos, contribuindo nas campanhas militares e, por causa disto, participando das estratégias e táticas romanas. Após a vitória romana na Primeira Guerra Samnita e do tratado de paz que seguiu com os samnitas, os romanos ordenaram aos latinos que cessassem os ataques a Sâmnio, mas os latinos se recusaram e exigiram mais direitos na aliança com os romanos. Os romanos responderam declarando guerra e iniciando a Guerra Latina.

## Ordem de batalha
Os romanos dispuseram suas forças com uma primeira fileira de 15 manípulos de hastados seguida por uma segunda com mais 15 manípulos de príncipes. A terceira e última fileira era composta por um pelotão composto por triários, rorários e acensos. Os latinos, que compartilhavam da mesma organização militar, se organizaram da mesma forma: 
| “ | E se o romano não era excessivamente forte do ponto de físico, mas corajoso e de grande experiência militar, o latino era um combatente de primeira qualidade, ajudado por um físico poderoso. Os dois conheciam muito bem por que haviam sempre lutado lado a lado. | ” |
|   | — Lívio, Ab Urbe Condita VIII, 8. |   |

Por este motivo, a todos os centuriões romanos foi destacado um centurião mais jovem, a ele subordinado, que tinha a função de protegê-lo do adversário latino que deveria combater. 
Realizados os sacrifícios rituais, os arúspices estabeleceram que Mânlio tinha auspícios favoráveis e que Décio, já em acordo com Mânlio, se dispôs ao sacrifício se a necessidade surgisse.

## Batalha
Os romanos avançaram até o campo de batalha com Mânlio liderado a direita e Décio, a esquerda. A paridade inicial das forças foi rompida quando os hastados romanos, incapazes de resistirem a pressão dos latinos, recuaram para detrás dos príncipes. Dada a dificuldade da situação, Décio decidiu se entregar ao ritual do sacrifício supremo ("devotio") pronunciando as frases rituais:
| “ | Jano, Júpiter, Marte Pai, Quirino, Belona, Lares, deuses novensilos, deuses indigetes, deuses cujos poderes se estendem sobre nós e sobre nossos inimigos, divino Manes, eu vos invoco, vos imploro e vos peço humildemente sua graça: concedam de bom grado a vitória e a força necessária aos romanos e espalhem o medo, o terror e a morte sobre os inimigos do povo romano e dos quirites. Como afirmei com minhas próprias palavras, da mesma forma eu, aos deuses Manes e Terra, pela República do povo romano dos quirites, pelo exército, pelas legiões e pelas tropas auxiliares do povo romano dos quirites, dedico as legiões e as tropas auxiliares do inimigo assim como a mim mesmo. | ” |
|   | — Lívio, Ab Urbe Condita VIII, 9. |   |

Logo em seguida, seguiu a cavalo, com a arma em punho, e se meteu no meio do inimigo, criando uma grande confusão entre as fileiras latinas até ser derrubado por flechadas. Ao verem esta cena, os romanos recuperaram a coragem e os rorários se juntaram às primeiras duas filas do combate enquanto os triários permaneceram ajoelhados, firmes, esperando a ordem de batalha.
A batalha continuou e, em diversas ocasiões, os latinos estavam levando a melhor, motivo pelo qual Mânlio deu a ordem de batalha aos acensos, mantendo sempre firmes e ajoelhados os triários. Os latinos, convencidos de que os romanos tinham, neste movimento, empregado seus triários, copiaram e deram o sinal de ataque aos seus próprios triários, que, apesar da grande luta, conseguiram bloquear os acensos romanos. 
Quando os latinos acreditaram terem enfrentado em combate a última fileira dos romanos e levado, até então, a melhor, Mânlio ordenou a entrada de seus próprios triários no combate:
| “ | Levantam-se agora e enfrentem descansados um inimigo exausto lembrando da pátria, de seus pais, sua mulher e filhos, e do cônsul que se sacrificou por vossa vitória! | ” |
|   | — Lívio, Ab Urbe Condita VIII, 10. |   |

Os triários entraram no combate e romperam rapidamente as primeiras fileiras dos latinos, realizando um verdadeiro massacre, do qual apenas um quarto dos soldados latinos sobreviveu, consolidando a vitória dos romanos.

## Consquências
Os latinos, em fuga, seguiram para Minturno enquanto os romanos tomavam seu acampamento depois da batalha e muitos homens, boa parte deles campânios, aliados dos latinos contra os samnitas, foram capturados e executados.